# Rhantus galapagoensis
Rhantus galapagoensis är en skalbaggsart som beskrevs av Michael Balke och Peck 1993. Rhantus galapagoensis ingår i släktet Rhantus och familjen dykare. Inga underarter finns listade i Catalogue of Life.